# 迈·安德森陨石坑

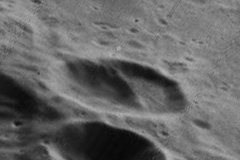
月球轨道器4号拍摄的西向斜视图

迈·安德森陨石坑（M. Anderson）是位于月球背面南半部的一座小撞击坑，其名称取自在哥伦比亚号航天飞机失事中罹难的美国宇航员迈克尔·菲利普·安德森（1959年-2003年），2006年被国际天文学联合会批准接受。

## 描述
该陨坑位于巨大的阿波罗环形山坑内东南部，西北偏西靠近较大的查菲环形山，东北毗邻博尔曼环形山，赫斯本德陨石坑和拉蒙陨石坑分别位于它的东北偏东及东侧、而东南偏东及东南分别坐落了乔娜陨石坑和劳·克拉克陨石坑。该陨坑中心月面坐标为41°13′S 148°59′W / 41.21°S 148.99°W，直径16.94公里，深度约2.71公里。
从外观看，迈·安德森陨石坑可能是由二座撞击坑重叠而成，其中较小陨坑的北侧壁从坑底北部三分之一处横贯整个陨坑，将坑底分为大小不等的二半。该陨坑内侧壁业已磨损，坑壁最大高出周边地形630米。

## 另请查看
- 月球陨石坑
- 行星体系命名法
- 月面学
- 月岩
- 后期重轰炸期